# Phoebe Waller-Bridge
Phoebe Mary Waller-Bridge (n. 14 iulie 1985, Londra, Anglia, Regatul Unit) este o actriță și scriitoare engleză. Ea a creat, a scris și a jucat în seria de comedie-dramă Crashing (2016) pe Channel 4 și în seria tragicomică Fleabag (2016-2019) pe BBC. Ea a fost, de asemenea, showrunner și producător executiv pentru primul sezon din serialul thriller BBC America Obsesia Evei (2018-prezent). Atât Fleabag, cât și Obsesia Evei au fost extrem de apreciate și numite printre cele mai bune seriale de televiziune ale secolului al XXI-lea de The Guardian. 
Pentru Fleabag, a primit Premiul British Academy Television pentru cea mai bună interpretare feminină într-o comedie, trei premii Primetime Emmy pentru cea mai bună actriță în rol principal într-o serie de comedie, cel mai bun scenariu pentru o serie de comedie și cel mai bun serial de comedie și două premii Globul de Aur pentru cea mai bună actriță de televiziune (muzical sau comedie) și cel mai bun serial de televiziune (muzical sau comedie). 
Waller-Bridge a jucat, de asemenea, în serialele de comedie The Café (2011-2013) și în serialul de crimă Broadchurch (2015). A apărut și în filme, printre care Albert Nobbs (2011), Doamna de Fier (2011), și Goodbye Christopher Robin (2017), și a jucat rolul droidului L3-37 în Solo: O Poveste Star Wars (2018). A co-scris scenariul pentru cel de-al 25-lea film James Bond, intitulat No Time to Die (2020). 

## Tinerețe
Phoebe Mary Waller-Bridge s-a născut la 14 iulie 1985,  în Vestul Londrei, fiica lui Theresa Mary (născută Clerke) și a lui Michael Cyprian Waller-Bridge.  Tatăl ei a fondat platforma de tranzacționare electronică Tradepoint, în timp ce mama ei lucrează pentru Compania Adorabilă a Siderurgiei .    Familia Waller-Bridge a fost debarcată cu gentry din Cuckfield, Sussex .   De partea tatălui ei, ea este și ea descendentă a Revistei. Sir Egerton Leigh, al doilea baronet, parlamentar conservator pentru Mid Cheshire din 1873 până la moartea sa în 1876.   Bunicul ei matern a fost Sir John Edward Longueville Clerke, al 12-lea baronet, din Hitcham, Buckinghamshire .  Waller-Bridge a crescut la Ealing, Londra,   și are un frate mai mic pe nume Jasper, un manager de muzică și o soră mai mare pe nume Isobel Waller-Bridge, un compozitor care a scris muzica pentru Fleabag .   Părinții ei sunt divorțați.  A fost educată la St Augustine's Priory, o școală catolică independentă pentru fete,  urmată de colegiul independent de șase forme DLD College London din Marylebone, Londra .  A absolvit Royal Academy of Dramatic Art din Londra. 

## Carieră
În 2009, Waller-Bridge și-a făcut debutul în actorie în piesa Roaring Trade la Soho Theatre. În 2013, Waller-Bridge a apărut într-un episod al Bad Education ca „India”. Ea a apărut în a doua serie a dramei Broadchurch în 2015. 
Pe lângă actriță, Waller-Bridge este și dramaturgă. Lucrările sale includ seria de piese Good. Clean. Fun. În 2016, Waller-Bridge a scris și a jucat în sitcom-ul Channel 4 Crashing și în adaptarea BBC Three a Fleabag . 
După lansarea inițială pe BBC Three, Fleabag a fost difuzat pe BBC Two din august 2016. Acesta a fost preluat de serviciul Amazon Video și a avut premiera în Statele Unite în septembrie 2016 . Pentru interpretarea din serial a câștigat British Academy Television Award pentru cea mai bună Interpretare Feminină într-o Comedie și a fost nominalizată la Premiul Critics' Choice Television pentru cea mai bună actriță dintr-un serial de comedie. Al doilea sezon al Fleabag a fost difuzat în 2019. Pentru acesta, Waller-Bridge a primit Premiile Primetime Emmy pentru cea mai bună actriță într-un serial de comedie, cel mai bun scenariu pentru un serial de comedie și cel mai bun serial de comedie  . 
Waller-Bridge este co-director artistic, alături de Vicky Jones, al DryWrite Theatre Company  . Cele două s-au cunoscut și s-au împrietenit în timp ce lucrau la producții de teatru. 
Waller-Bridge a interpretat rolul droidului L3-37 în filmul Star Wars Solo: A Star Wars Story (2018) . 
Waller-Bridge a scris și a produs serialul de televiziune thriller Obsesia Evei bazat pe romanele lui Luke Jennings. În serialul BBC America joacă Sandra Oh și Jodie Comer și a avut premiera în aprilie 2018. Pentru munca sa la scenariu, Waller-Bridge a primit o nominalizare la Premiul Primetime Emmy pentru Scenariu pentru un Serial de Dramă. 
În martie 2019, HBO a comandat serialul Run, care este creat de Waller-Bridge și Vicky Jones și îi va avea în rolurile principale pe Domhnall Gleeson și Merritt Wever. Waller-Bridge va juca, de asemenea, în serial într-un rol recurent ca personajul Flick. 
În 2019, Waller-Bridge a co-scris scenariul pentru No Time to Die (2020), al 25-lea film James Bond, împreună cu Neal Purvis și Robert Wade . 

## Viața personală
Waller-Bridge locuiește în Kensal Rise, Londra. S-a căsătorit cu prezentatorul și realizatorul de documentare irlandez Conor Woodman în 2014. În 2017, cuplul s-a despărțit și a depus cererea de divorț, act finalizat în 2018. De la începutul anului 2018, Waller-Bridge este într-o relație cu dramaturgul englez-irlandez Martin McDonagh. 

## Filmografie

### Film
| An   | Titlu                     | Rol               | Note         |
| ---- | ------------------------- | ----------------- | ------------ |
| 2009 | The Reward                | Charlotte         | Scurt-metraj |
| 2011 | Beautiful Enough          | Compozitor (voce) | Scurt-metraj |
| 2011 | Albert Nobbs              | Contesa Yarrell   |              |
| 2011 | Meconium                  | Lorna             | Scurt-metraj |
| 2011 | Doamna de Fier            | Susie             |              |
| 2015 | Man Up                    | Katie             |              |
| 2017 | Goodbye Christopher Robin | Mary Brown        |              |
| 2018 | Solo: A Star Wars Story   | L3-37             |              |

### Televiziune
| An        | Titlu                    | Rol             | notițe                                              |
| --------- | ------------------------ | --------------- | --------------------------------------------------- |
| 2009      | Doctors                  | Katie Burbridge | Episodul: "Secretul Chefului"                       |
| 2010      | How Not toLive Your Life | Felicity        | Episodul: "Don's Posh Weekend"                      |
| 2011      | The Night Watch          | Lauren          | Film de televiziune                                 |
| 2011-2013 | The Café                 | Chloe Astill    | 13 episoade                                         |
| 2013      | Coming Up                | Karen           | Episodul: "Henry"                                   |
| 2013      | London Irish             | Steph           | Episodul: "Episodul 2"                              |
| 2013      | Bad Education            | India           | Episodul: „Droguri”                                 |
| 2014      | Glue                     | Bee Warwick     | 2 episoade                                          |
| 2015      | Broadchurch              | Abby            | 8 episoade                                          |
| 2015      | Flack                    | Eve             | Film de televiziune                                 |
| 2016      | Crashing                 | Lulu            | Creator, scriitor; 6 episoade                       |
| 2016-2019 | Fleabag                  | Fleabag         | Creator, producător executiv, scriitor; 12 episoade |
| 2019      | Saturday Night Live      | Însăși (gazdă)  | Episodul: "Phoebe Waller-Bridge / Taylor Swift "    |
| TBA       | Run                      | Flick           | producător executiv                                 |

### Scenaristă
| An           | Titlu          | Note                                        |
| ------------ | -------------- | ------------------------------------------- |
| 2014         | Drifters       | 3 episoade                                  |
| 2018-prezent | Obsesia Evei   | De asemenea producător executiv; 4 episoade |
| 2020         | No Time to Die | Co-scenarist                                |

## Premii
| An   | Premiu                                       | Categorie                                                    | Operă       | Rezultat     |
| ---- | -------------------------------------------- | ------------------------------------------------------------ | ----------- | ------------ |
| 2013 | Stage Award for Acting Excellence            | Best Solo Performer                                          | Fleabag     | Câștigat     |
| 2013 | Evening Standard Award                       | Most Promising Playwright                                    | Fleabag     | Nominalizare |
| 2014 | Critics' Circle Theatre Award                | Most Promising Playwright                                    | Fleabag     | Câștigat     |
| 2014 | Premiile Laurence Olivier                    | Outstanding Achievement in Affiliate Theatre                 | Fleabag     | Nominalizare |
| 2014 | The Offies (The Off West End Theatre Awards) | Best Female Performance                                      | Fleabag     | Câștigat     |
| 2014 | The Offies (The Off West End Theatre Awards) | Most Promising New Playwright                                | Fleabag     | Câștigat     |
| 2017 | Critics' Choice Television Award             | Best Actress in a Comedy Series                              | Fleabag     | Nominalizare |
| 2017 | Royal Television Society Award               | Breakthrough Star                                            | Fleabag     | Câștigat     |
| 2017 | Royal Television Society Award               | Writer – Comedy                                              | Fleabag     | Câștigat     |
| 2017 | BAFTA TV Craft Award                         | Best Writer – Comedy                                         | Fleabag     | Nominalizare |
| 2017 | BAFTA TV Craft Award                         | Breakthrough Talent Award                                    | Crashing    | Nominalizare |
| 2017 | BAFTA TV Craft Award                         | Breakthrough Talent Award                                    | Fleabag     | Nominalizare |
| 2017 | BAFTA TV Award                               | Best Female Performance in a Comedy                          | Fleabag     | Câștigat     |
| 2017 | Gold Derby Award                             | Best Comedy Actress                                          | Fleabag     | Nominalizare |
| 2017 | Gold Derby Award                             | Best Breakthrough Performer of the Year                      | Fleabag     | Nominalizare |
| 2017 | TCA Award                                    | Individual Achievement in Comedy                             | Fleabag     | Nominalizare |
| 2017 | Gotham Award                                 | Breakthrough Series – Long Form                              | Fleabag     | Nominalizare |
| 2018 | Primetime Emmy Award                         | Outstanding Writing for a Drama Series                       | Killing Eve | Nominalizare |
| 2018 | Gotham Award                                 | Breakthrough Series – Long Form                              | Killing Eve | Câștigat     |
| 2019 | BAFTA TV Craft Award                         | Best Writing                                                 | Killing Eve | Nominalizare |
| 2019 | Drama Desk Award                             | Outstanding Solo Performance                                 | Fleabag     | Nominalizare |
| 2019 | Drama League Award                           | Distinguished Performance                                    | Fleabag     | Nominalizare |
| 2019 | TCA Award                                    | Individual Achievement in Comedy                             | Fleabag     | Câștigat     |
| 2019 | Primetime Emmy Award                         | Outstanding Lead Actress in a Comedy Series                  | Fleabag     | Câștigat     |
| 2019 | Primetime Emmy Award                         | Outstanding Writing for a Comedy Series                      | Fleabag     | Câștigat     |
| 2019 | Primetime Emmy Award                         | Outstanding Comedy Series                                    | Fleabag     | Câștigat     |
| 2019 | Primetime Emmy Award                         | Outstanding Drama Series                                     | Killing Eve | Nominalizare |
| 2019 | Gold Derby Award                             | Best Drama Series                                            | Killing Eve | Nominalizare |
| 2019 | Gold Derby Award                             | Best Comedy Series                                           | Fleabag     | Câștigat     |
| 2019 | Gold Derby Award                             | Best Comedy Actress                                          | Fleabag     | Câștigat     |
| 2019 | Gold Derby Award                             | Best Comedy Episode of the Year ("Episode 2.1")              | Fleabag     | Câștigat     |
| 2019 | Gold Derby Award                             | Best Comedy Episode of the Year ("Episode 2.6")              | Fleabag     | Nominalizare |
| 2019 | Gold Derby Award                             | Performer of the Year                                        | Fleabag     | Câștigat     |
| 2019 | Britannia Awards                             | British Artist of the Year                                   | N/A         | Câștigat     |
| 2020 | Premiul Satellite                            | Best Actress in a Musical or Comedy Series                   | Fleabag     | Câștigat     |
| 2020 | Premiul Satellite                            | Best Television Series – Musical or Comedy                   | Fleabag     | Câștigat     |
| 2020 | Premiile Globul de Aur                       | Cea mai bună actriță de televiziune (comedie/muzical)        | Fleabag     | Câștigat     |
| 2020 | Premiile Globul de Aur                       | Cel mai bun serial TV (muzical/comedie)                      | Fleabag     | Câștigat     |
| 2020 | Premiile Globul de Aur                       | Cel mai bun serial TV (dramă)                                | Killing Eve | Nominalizare |
| 2020 | Critics' Choice Television Award             | Best Actress in a Comedy Series                              | Fleabag     | Câștigat     |
| 2020 | Critics' Choice Television Award             | Best Comedy Series                                           | Fleabag     | Câștigat     |
| 2020 | Premiul Sindicatului Actorilor               | Outstanding Performance by a Female Actor in a Comedy Series | Fleabag     | Câștigat     |
| 2020 | Premiul Sindicatului Actorilor               | Outstanding Performance by an Ensemble in a Comedy Series    | Fleabag     | Nominalizare |